# Tenente Nascimento
 Manoel Barbosa do Nascimento  (São Paulo, 1 de fevereiro de 1954), mais conhecido como  Tenente Nascimento, é um militar reformado e político brasileiro, filiado ao Partido Liberal (PL). 
Atualmente é deputado estadual pelo estado de São Paulo, eleito em 2018 com 45.050 votos.

## Biografia
Manoel Barbosa do Nascimento é natural de São Paulo, pastor, casado há 40 anos com a missionária Dileam Nascimento. Tem três filhos e três netos.
É pastor adjunto na Igreja Assembleia de Deus – Ministério no Ipiranga, onde congrega há mais de 60 anos e já atuou como maestro, superintendente e professor da escola dominical. 
Atualmente faz parte da Comissão de Capelania da Convenção Geral das Assembleias de Deus no Brasil. 
Coordenador Presidente da frente parlamentar conservadora pro Família, na Assembleia legislativa do Estado de São Paulo. 
Há 40 anos atua na vida pública, foi assessor e chefe de gabinete na Alesp e na Câmara Federal. Durante 12 anos foi secretário estadual do Partido Social Cristão (PSC).
Oficial da Reserva da Polícia Militar, Tenente Nascimento serviu na corporação por mais de 26 anos e acumulou experiência em segurança e administração. Formado nos cursos superiores de Polícia e Cidadania da Polícia Militar e de Polícia Comunitária. 
Atualmente cursa Direito na Universidade Nove de Julho (Uninove). Por sua experiência política, tem atuado em diferentes esferas como Saúde, Educação, Área social, Segurança Pública e em defesa da criança/adolescente, da mulher, idoso e da família.
Em 2018, foi eleito pelo Partido Social Liberal (PSL) para o primeiro mandato de deputado estadual, com 45.050 votos.
No Parlamento atuou como vice-presidente da Comissão de Constituição Justiça e Redação (CCJR), é atualmente membro efetivo da Comissão de Educação e Cultura, e membro suplente nas Comissões de Fiscalização Controle, Transportes e Comunicações e Constituição e Justiça.

Tenente Nascimento é autor da Lei que instituiu o programa Patrulha Maria da Penha no estado de São Paulo, da Lei que garantiu durante a pandemia a visita familiar e religiosa de forma virtual e presencial aos pacientes com covid-19, e a internet gratuita aos alunos da rede pública de ensino.